# Ludíkov
Ludíkov je obec v okrese Blansko v Jihomoravském kraji. Žije zde 340 obyvatel.
Ve vzdálenosti sedm kilometrů severozápadně leží město Boskovice, dvanáct kilometrů jihozápadně město Blansko, šestnáct kilometrů severozápadně město Letovice a 22 kilometrů jihozápadně město Kuřim.

## Historie
První písemná zmínka o obci pochází z roku 1505 (z Lidikova). Původně se obec jmenovala Ludvíkov a její název byl odvozen od osobního jména Ludvík. Přifařena byla k obci Žďárná. V roce 1874 byla část obce zničena požárem. První škola byla vystavěna až v roce 1908, ale pro nedostatek školáků byla zavřena. 

## Obyvatelstvo
| Rok            | 1869 | 1880 | 1890 | 1900 | 1910 | 1921 | 1930 | 1950 | 1961 | 1970 | 1980 | 1991 | 2001 | 2011 | 2021 |
| -------------- | ---- | ---- | ---- | ---- | ---- | ---- | ---- | ---- | ---- | ---- | ---- | ---- | ---- | ---- | ---- |
| Počet obyvatel | 316  | 321  | 353  | 341  | 379  | 360  | 417  | 379  | 394  | 352  | 334  | 316  | 296  | 307  | 326  |
| Počet domů     | 45   | 50   | 53   | 53   | 60   | 65   | 73   | 81   | 83   | 80   | 74   | 91   | 100  | 104  | 104  |

## Obecní správa
Mezi lety 1869–1985 Ludíkov byl obcí v okrese Boskovice (1869–1950) a později v okrese Blansko. Od 1. ledna 1986 do 31. prosince 1992 patřil jako část města k Boskovicím a od 1. ledna 1993 je opět samostatnou obcí.

### Obecní symboly
Znak a vlajka byly obci uděleny rozhodnutím předsedy Poslanecké sněmovny Parlamentu České republiky dne 9. dubna 2002.

## Pamětihodnosti
- Kaple svatého Cyrila a Metoděje
- Litinový kříž

## Galerie

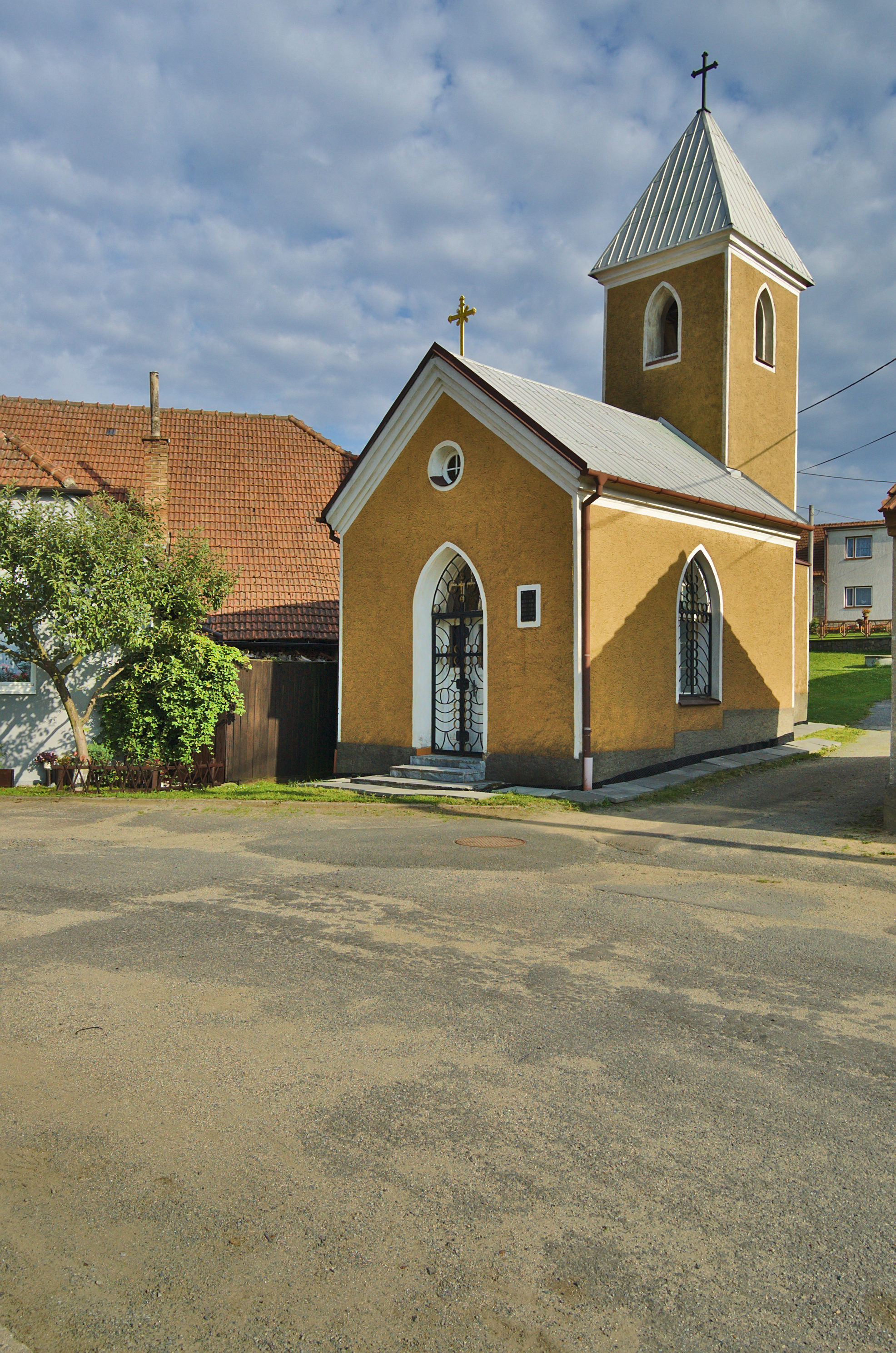
Kaple svatého Cyrila a Metoděje
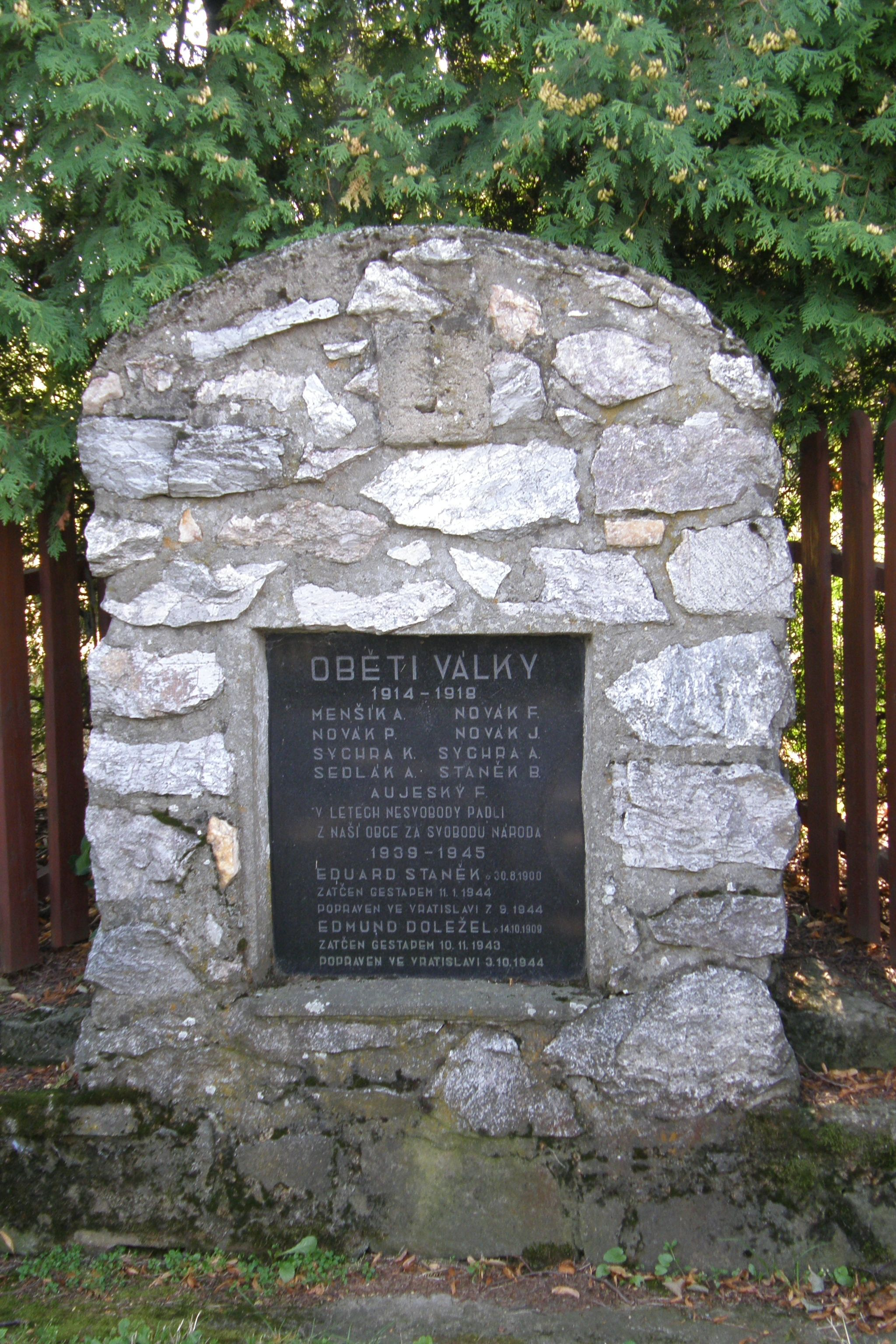
Památník obětem světových válek
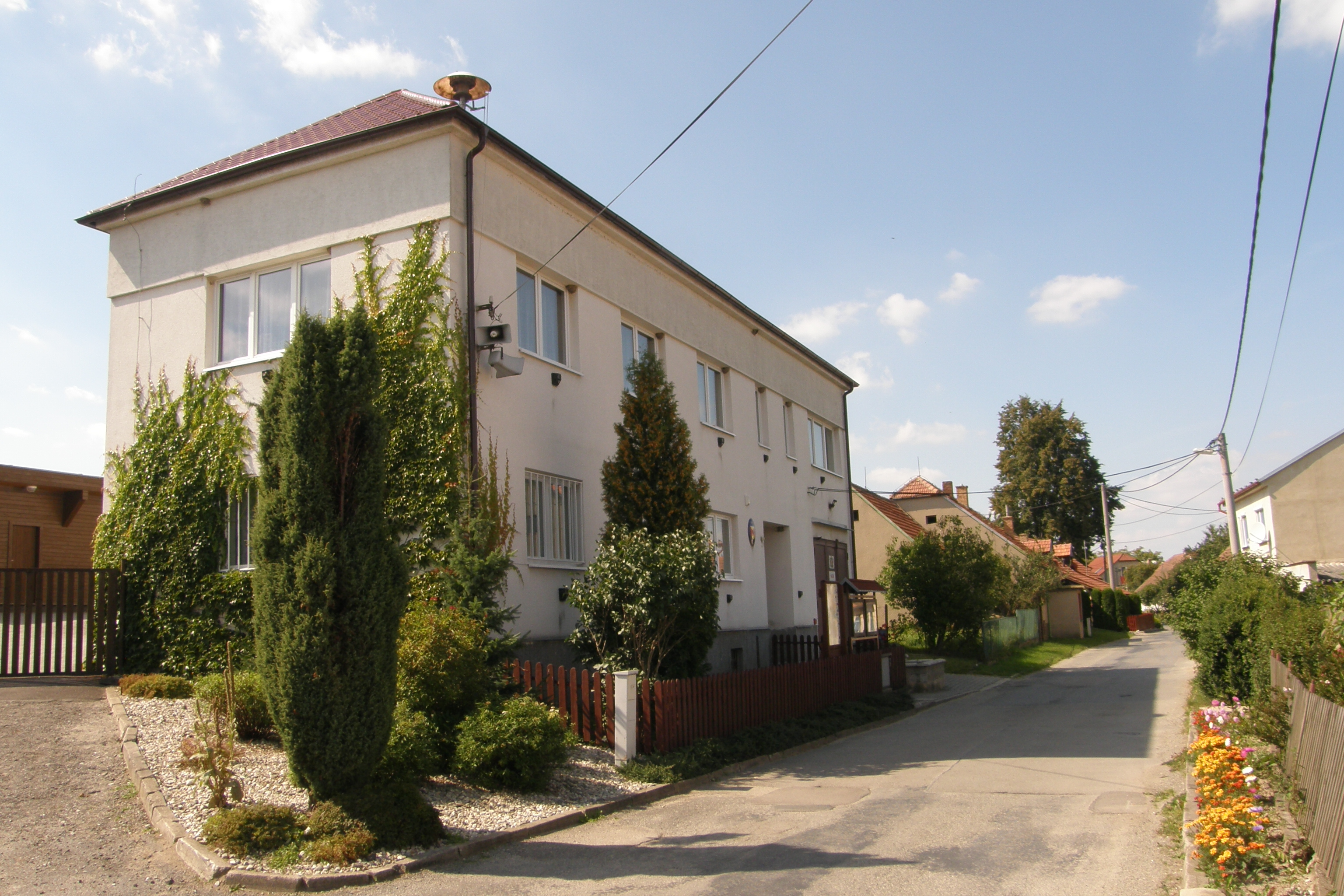
Obecní úřad a požární zbrojnice
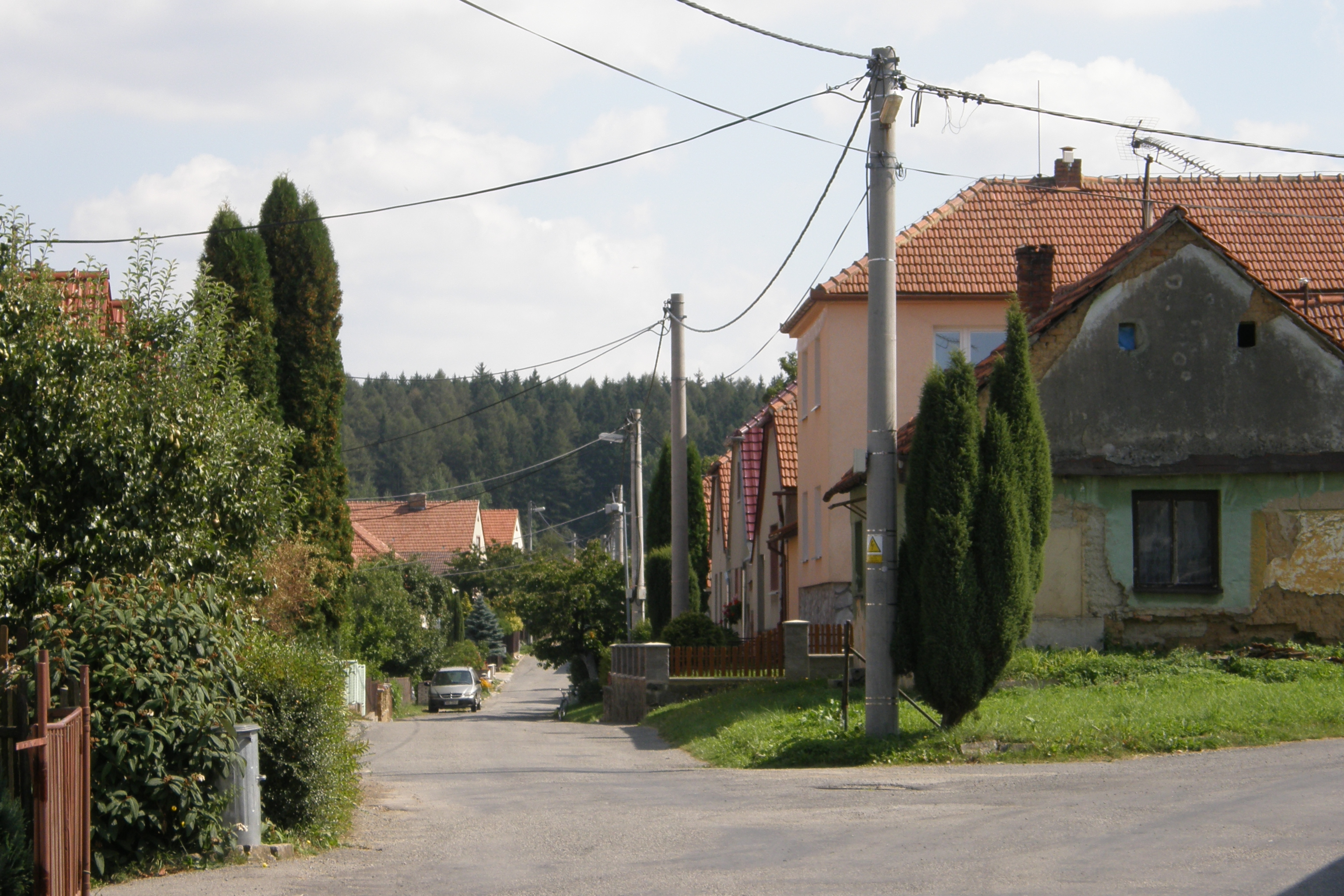
Pohled do vesnice
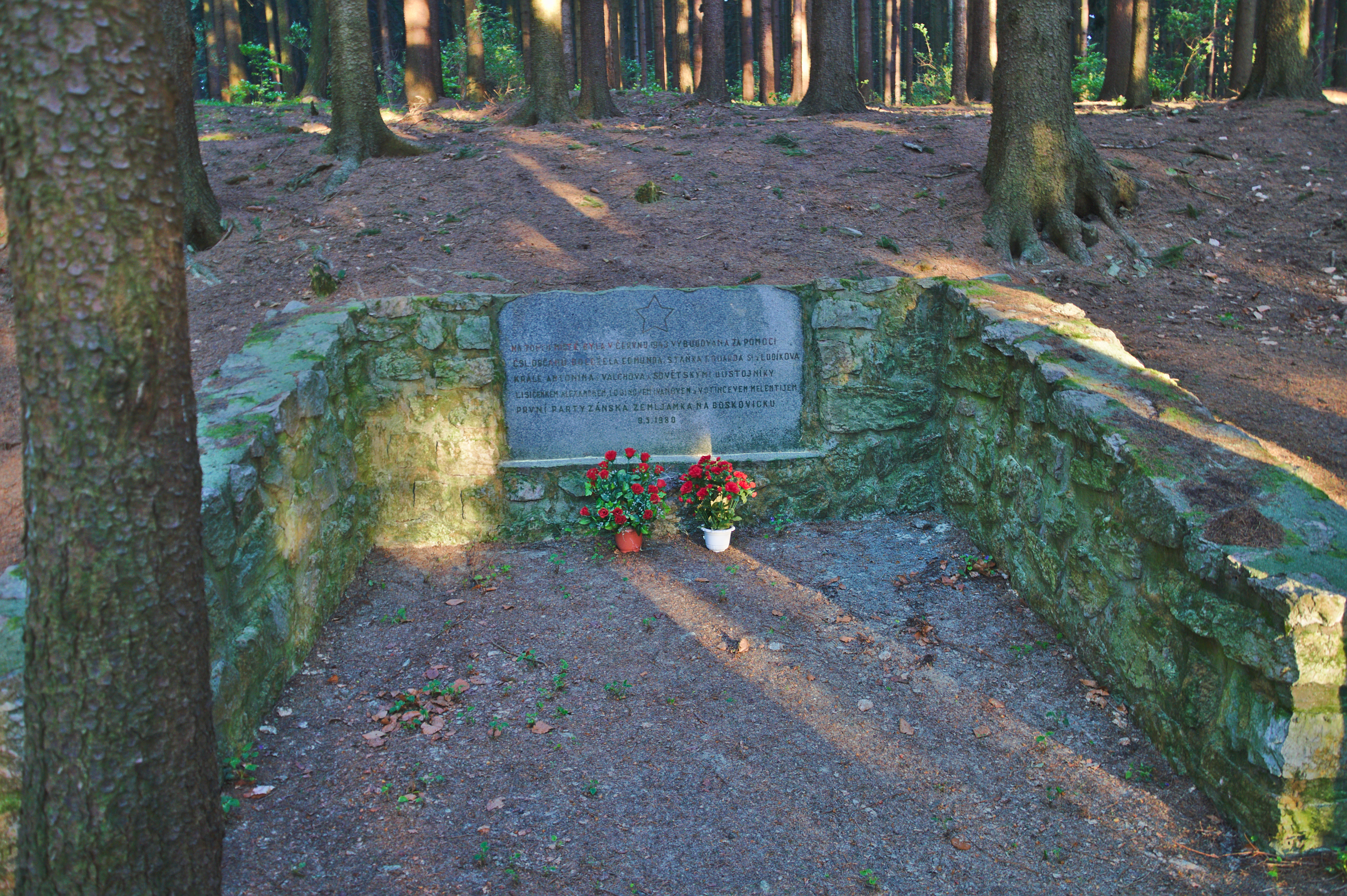
Památník připomínající první partyzánskou zemljanku na Boskovicku v lese východně od obce